# Fernando Henrique Cardoso
Fernando Henrique Cardoso (Rio de Janeiro 1931. június 18. -) brazil szociológus, politikus, 1992-93-ban külügy-, 1993-94-ben gazdasági és pénzügyminiszter, majd 1995-2003 között Brazília 34. elnöke.

## Élete
Cardoso portugál bevándorló szülők gyermekeként született Rio de Janeiroban. 1952-ben diplomázott a São Paulo-i Egyetemen szociológusként, 1968-ig több tudományos fokozatot szerzett, mikor professzorrá nevezték ki.
A katonai diktatúra elől emigrációba vonult: Chilében, majd Franciaországban, végül az Amerikai Egyesült Államokban élt. 1983-ban belépett a Partido do Movimento Democrático Brasileiro (PMDB) nevű pártba, és mint São Paulo szenátora 1994-ig volt parlamenti képviselő. 1995-ben megbukott a São Paulo-i polgármester-választáson. 1988-ban a baloldali PSDB (Partido da Social Democracia Brasileira - Brazil Szociáldemokrata Párt) egyik alapítója volt, majd 1992-ben Itamar Franco kormányában előbb külügyminiszteri,  majd 1993-tól pénz- és gazdasági miniszteri tisztséget töltött be.
Pénzügyminiszterként elért legnagyobb eredményének a vágtató brazil infláció megfékezésére 1994-ben bevezetett, a dollárhoz kötött új pénzt, a brazil realt tartják. Ezzel - és a költségvetési kiadások lefaragásával, valamint a Reál Terv elnevezésű programjával - sikerült az akkor havi 50 százalékos inflációt jelentősen visszafogni. Az 1995-ös választási kampányban ellenfele az a Luiz Inácio Lula da Silva volt, aki több mint tíz éven keresztül aspirált az elnöki székre, ám a néptömegek körében élvezett viszonylagos népszerűsége dacára több választásnak is vesztese maradt. Cardoso 1994-ben a pénzügyminiszterként elért eredményeivel tudott már a választás első körében 55 százalékos győzelmet aratni Lula da Silva felett.
Cardosot 1994. október 3-án választották meg, első útja -a sajtónyilvánosság kizárásával, magánemberként - Magyarországra vezetett, ahol 1994. október 23-án találkozott a Magyarok Világszövetsége (MVSZ) vezetőivel. A megbeszélésen az MVSZ tájékoztatta Cardosot a Brazíliában élő, elsősorban São Paulo körül tömörülő mintegy százezres magyar emigráns közösségről, akik egyébként az újonnan választott elnök támogatóinak számítanak.
Brazíliában (számos amerikai országhoz hasonlóan) az elnök tölti be a kormányfői posztot is, így Cardoso kormányt alakíthatott. Folytatta a pénzügyminiszterként megkezdett inflációfékező politikáját, valamint a privatizációt. Az elnök annak ellenére, hogy szociáldemokrata jelölt volt, - sőt, saját magát marxistaként jellemezte - lényegében neoliberális gazdaságpolitikát folytatott. Legnagyobb eredménye az 1993-ban 2831 százalékosnak mért infláció megfékezése 1995-ös 15 százalékosra. Az ennek érdekében magasan tartott kamatok, és a privatizáció jelentős mértékű külföldi tőkét vonzott az országba. Az elsősorban a bányászatot, a vegyipart, a telekommunikációt és a bankszektort érintő privatizáció 87 milliárd amerikai dollár bevételt eredményezett, ugyanakkor az 1990-es évek végére lecsengő befektetési hullám hatásait csak súlyos adóemelésekkel tudták kompenzálni. Ebből adódóan Cardoso és kormánya az infláció megfékezéséből adódó életszínvonal-emelkedés miatt a kezdeti időben ugyan népszerű volt, sőt, 1998-ban újra is választották, de az adóemelések miatt maga és pártja ellen fordította az ország lakosságát.
Brazília alkotmánya értelmében csak két ciklust tölthet hivatalában az ország elnöke, ezért 2003-ban Cardoso visszaadta hivatalát. Bár a volt elnök Jósé Serrát támogatta, Luiz Inácio Lula da Silva (korábbi riválisa) nyerte meg a választást. Brazíliában negyven év óta először fordult elő, hogy választáson nyertes elnök adta át a hatalmat szintén választás útján megbízáshoz jutó utódjának.
Cardoso visszavonulását követően továbbra is aktív tagja maradt a brazil és nemzetközi közéletnek: számos társaságnak tagja, tisztségviselője, könyvet írt elnöki időszakáról, s ugyanerről egyetemeken előadásokat is tart. Kiemelten küzd a kábítószer-problémák ellen, több ezzel foglalkozó szervezet és bizottság tagja.
1953-ban nősült, felesége Ruth Cardoso antropológus volt, aki 2008-ban hunyt el. Második felesége 2014 óta Patrícia Kundrát. Négy leánygyermeke van.

## Elismerései
- : Order of the Bath
- :
  - Ordem do Infante Dom Henrique
  - Ordem da Liberdade
- : Elefántrend
- : Románia Csillaga érdemrend
- : Darjah Utama Seri Mahkota Negara (1995)[23]
- : A Magyar Érdemrend nagykeresztje (1997)
- : Rad Bieleho dvojkríža (2001)[24]
- : Kluge Prize, 2012[25][26]
- : Fehér Sas-rend (2002)